# Bělá nad Radbuzou
Bělá nad Radbuzou är en stad i Tjeckien.   Den ligger i regionen Plzeň, i den västra delen av landet, 130 km väster om huvudstaden Prag. Bělá nad Radbuzou ligger 441 meter över havet och antalet invånare är 1 812.
Terrängen runt Bělá nad Radbuzou är kuperad västerut, men österut är den platt. Bělá nad Radbuzou ligger nere i en dal.Runt Bělá nad Radbuzou är det ganska glesbefolkat, med 29 invånare per kvadratkilometer. Närmaste större samhälle är Horšovský Týn, 17,7 km öster om Bělá nad Radbuzou. Omgivningarna runt Bělá nad Radbuzou är en mosaik av jordbruksmark och naturlig växtlighet.